# مک‌کینلی رایت
مک‌کینلی رایت (انگلیسی: McKinley Wright IV؛ زادهٔ ۲۵ اکتبر ۱۹۹۸) بازیکن بسکتبال اهل ایالات متحده آمریکا است.